# United 93
United 93 (productienaam Flight 93) is een historische dramafilm uit 2006, geregisseerd door Paul Greengrass. De titel werd geproduceerd en gedistribueerd door Universal Studios in samenwerking met Working Title Films. Het verhaal is gebaseerd op ware gebeurtenissen. De film kwam tot stand op basis van verschillende interviews, gehouden met de familie van de inzittenden van de in de titel genoemde vlucht.
De film gebruikte relatief onbekende acteurs om de aandacht niet van het verhaal af te leiden door de aanwezigheid van een bekend gezicht. De meeste personages worden ook niet bij naam genoemd om te benadrukken dat hun collectief het voornaamste is. Khalid Abdalla maakte zijn filmdebuut als een van de terroristen.
United 93 werd genomineerd voor Academy Awards voor beste regie en beste montage. Meer dan twintig andere filmprijzen werden de film daadwerkelijk toegekend, waaronder BAFTA Awards voor regisseur Greengrass en de montage.

## Inhoud
Op 11 september 2001 werden vier vliegtuigen gekaapt. Twee daarvan vlogen tegen het World Trade Center en één tegen het Pentagon. De passagiers uit het laatste vliegtuig (United Airlines Flight 93) organiseerden zich toen ze ervan overtuigd raakten dat de kapers op een zelfmoordmissie waren, waardoor het toestel als enige het beoogde doel miste.
De film wisselt constant van aandacht tussen enerzijds de gebeurtenissen in United 93 en anderzijds de situatie van de Amerikaanse luchtverkeersleiding aan de grond, die in grote onzekerheid gestort wordt over wat er zich precies afspeelt, maar langzaam maar zeker tot de overtuiging komt dat er een aanslag plaatsvindt waarin een onbekend aantal gekaapte vliegtuigen betrokken zijn.
Aan boord van United 93 bevinden zich vier toekomstige kapers die zenuwachtig afwachten tot zij hun plan ten uitvoer kunnen brengen. Wanneer het zover is, bestormen en vermoorden ze de piloten en neemt een van hen de besturing van het vliegtuig over. Twee anderen begeven zich in de cabine, waarbij een van hen dreigt een om zijn middel vastgemaakte bom tot ontploffing te brengen wanneer de passagiers niet doen wat de kapers zeggen.
Door stiekem telefonisch contact te zoeken met de buitenwereld weten de passagiers van United 93 op zeker moment dat drie eerdere vliegtuigen de WTC-torens en het Pentagon hadden geraakt. Hierdoor komen ze tot de conclusie dat ook zij waarschijnlijk betrokken worden bij een zelfmoordaanslag en dat een veilige terugkeer onwaarschijnlijk is. Onder aanvoering van onder meer een piloot die toevallig meevloog, besluit een aantal mensen daarom niet machteloos op het einde te wachten, maar de kapers aan te vallen. Uiteindelijk lukt het de passagiers om in de cockpit te komen, waarna het vliegtuig in een open veld neerstort. Geen van de inzittenden overleeft het ongeval.